# 露口茂
露口茂（1932年4月8日—）是日本演員。東京都出生。1959年以「逃亡者」一片出道。《向太陽怒吼！》系列成為著名代表作。

## 演出作品

### 電影
- 1963年《日本昆虫记》
- 1964年《赤色杀意》
- 1967年《人间蒸发》
- 1967年《忍者武藝》
- 1969年《薄櫻記》
- 1981年《我的天呀！》
- 1984年《北之螢》
- 1988年《有你在的愛情故事》
- 1995年《心之谷》

### 電視劇
- 1969年 《水户黄门》
- 1971年 《繭子一個人》
- 1972年―1986年《向太陽怒吼！》饰 山村精一
- 1973年《國盜物語》 NHK大河劇
- 1976年《風與雲與虹》 NHK大河劇
- 1983年《大奧》